# Ribautodelphax affinis
Ribautodelphax affinis är en insektsart som beskrevs av Logvinenko 1970. Ribautodelphax affinis ingår i släktet Ribautodelphax och familjen sporrstritar.
Artens utbredningsområde är Ukraina. Inga underarter finns listade i Catalogue of Life.